# Wahlkreis Leipzig, Land I
Der Wahlkreis Leipzig, Land I war ein Landtagswahlkreis zur Landtagswahl in Sachsen 1990, der ersten Landtagswahl nach der Wiedergründung des Landes Sachsen. Er hatte die Wahlkreisnummer 13. Für die Landtagswahlen 1994 wurde auch infolge der Kreisreform die Wahlkreisstruktur verändert, zudem wurde die Zahl der Wahlkreise von 80 auf 60 verringert. Das Gebiet des Wahlkreises Leipzig, Land I wurde auch infolge von Eingemeindungen nach Leipzig und Gebietsveränderungen auf mehrere Wahlkreise verteilt, darunter die Wahlkreise Leipziger Land 2 und 3.
Der Wahlkreis umfasste folgende Gemeinden und Städte des Landkreises Leipzig-Land, die vor allem im Norden und Osten des Landkreises lagen: Althen, Baalsdorf, Borsdorf, Dölzig, Engelsdorf, Göbschelwitz, Großpösna,
Hohenheida, Holzhausen, Kleinpösna, Kursdorf, Liebertwolkwitz, Lindenthal, Lützschena, Merkwitz, Mölkau, Panitzsch, Plaußig,
Podelwitz, Pönitz, Schkeuditz, Seehausen, Stahmeln, Taucha und Wiederitzsch.

## Ergebnisse
Die Landtagswahl 1990 fand am 14. Oktober 1990 statt und hatte folgendes Ergebnis für den Wahlkreis Leipzig, Land I:
| Direktkandidat | Partei (Kürzel) | Erststimmen (%) | Zweitstimmen (%) |
| -------------- | --------------- | --------------- | ---------------- |
|                | DA              | 00,8            | 00,5             |
| Ingo Schubert  | CDU             | 47,0            | 49,6             |
|                | Chr. L          | -               | 00,2             |
|                | DBU             | 00,5            | 00,4             |
|                | DSU             | 04,6            | 03,3             |
|                | F.D.P.          | 07,9            | 07,6             |
|                | LL-PDS          | 07,7            | 07,7             |
|                | NPD             | -               | 00,5             |
|                | FORUM           | 08,0            | 05,9             |
|                | RAP             | -               | 00,1             |
|                | SHB             | -               | 00,1             |
|                | SPD             | 23,5            | 24,2             |

Es waren 56.492 Personen wahlberechtigt. Die Wahlbeteiligung lag bei 71,7 %. Von den abgegebenen Stimmen waren 2,4 % ungültig. Als Direktkandidat wurde Ingo Schubert (CDU) gewählt. Er erreichte 47,0 % aller gültigen Stimmen.